# Friedrich Julius Schüler

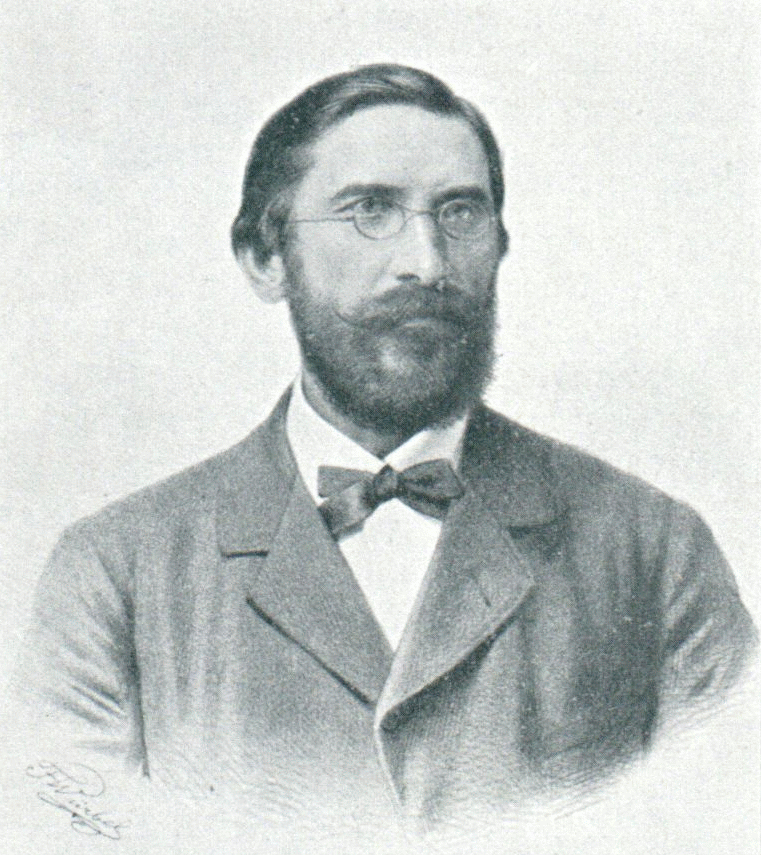
Friedrich Julius Schüler
Lithographie von Franz Würbel (um 1880)

Friedrich Julius Schüler (* 27. Februar 1832 in Buchsweiler, Elsass; † 29. Mai 1894 in Mödling, Niederösterreich) war General-Inspector der k.k. priv. Südbahn-Gesellschaft und ab 1878 deren Generaldirektor.

## Leben

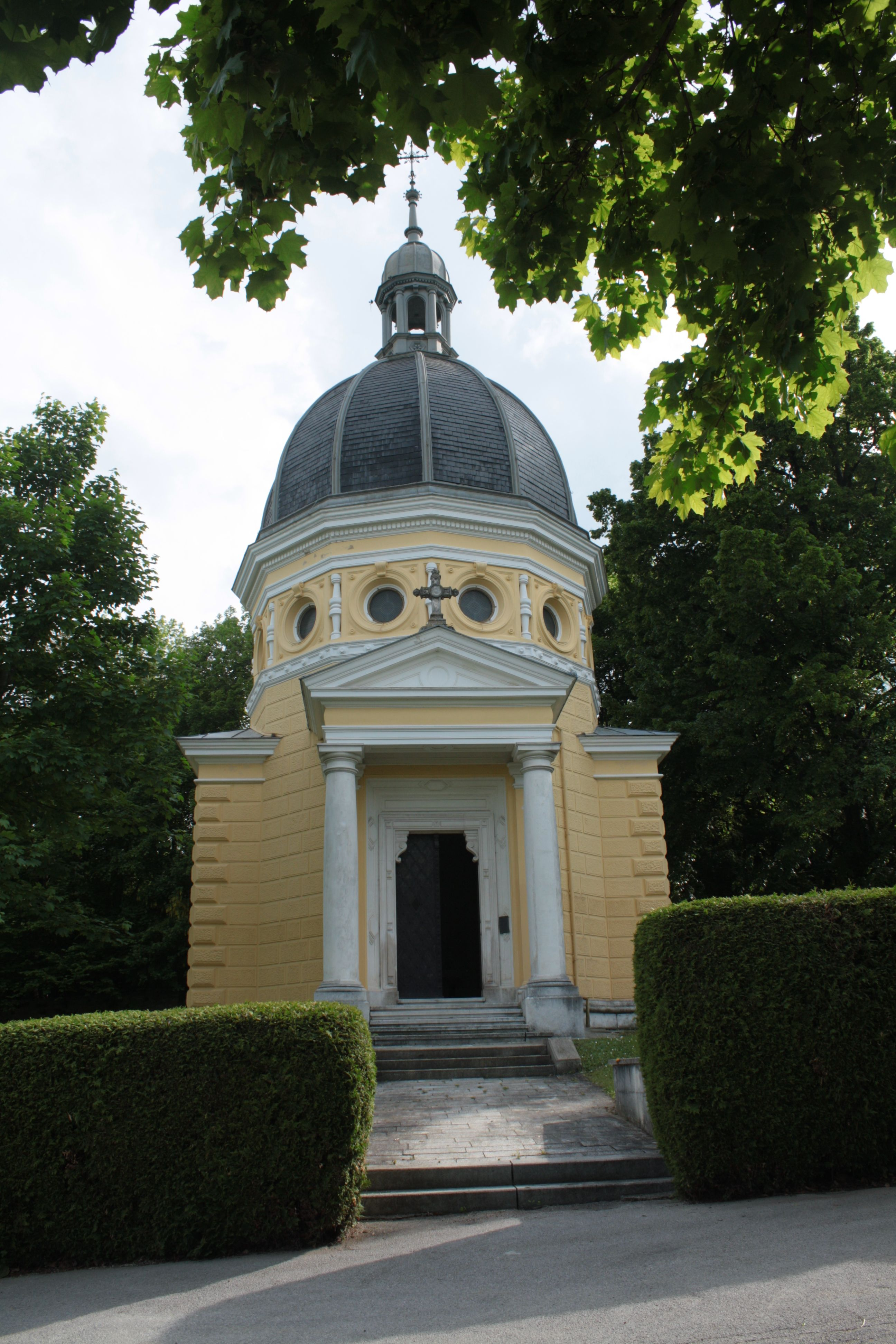
Mausoleum am Friedhof von Mödling

Schüler war zunächst in der elsässischen Wirtschaft tätig, übersiedelte jedoch 1855 im Zuge der Anstellung französischer Staatsbürger durch die in Österreich neu gegründete Staats-Eisenbahn-Gesellschaft nach Wien. Er war dort zunächst als Generalinspektor des kommerziellen Betriebes tätig. 1861 trat er als Generalinspektor zur Südbahngesellschaft über. 1865 Vorstand, wurde er 1869 Direktor der kommerziellen Abteilung und übernahm 1871 als Betriebsdirektor auch die Leitung des Verkehrsdienstes, wobei er besonders als Tarifexperte hervortrat. Ab 1878 war Schüler Generaldirektor. Er bemühte sich um die Sanierung und Konsolidierung des zum damaligen Zeitpunkt in finanziellen Schwierigkeiten befindlichen Unternehmens. Er gilt auch als Initiator der ersten elektrischen Bahn Österreichs, der von der Südbahngesellschaft betriebenen Lokalbahn Mödling–Hinterbrühl.
Richtungsweisend war Schülers Entwicklungspolitik von Fremdenverkehrsorten für die Oberschicht – darunter Abbazia/Opatija, Toblach und Semmering. In allen diesen Orten errichtete die Südbahngesellschaft nach dem Vorbild anderer, vornehmlich britischer und amerikanischer Bahngesellschaften, in Bahnhofsnähe noble Hotels, die aufgrund erheblicher Werbemaßnahmen großen wirtschaftlichen Erfolg hatten und zum Aufstieg der genannten Orte führten. Zudem bewirkte der durch die Eisenbahnhotels beförderte Fremdenverkehr erheblichen Verkehrszuwachs für das Bahnunternehmen – waren doch alle genannten Orte nur über die Südbahngesellschaft sinnvoll erreichbar.
Dies waren etwa:
- In Abbazia das Hotel Quarnero (heute Hotel Kvarner)
- am Semmering das Grand Hotel Südbahn (später Südbahnhotel) (heute nur mehr als Spielstätte für Kulturveranstaltungen genutzt)
- in Toblach das Grand Hotel Toblach

Auch den Bau der Lokalbahn Mödling–Hinterbrühl sowie der Lokalbahn Spielfeld-Radkersburg und der Kaltenleutgebener Bahn unterstützte er aus fremdenverkehrstechnischen Gründen und zur besseren Auslastung der Südbahn.
Im Jahr 1884 nahm Schüler die Österreichische Staatsbürgerschaft an und er wurde lebenslanges Mitglied des Herrenhauses.
Schüler starb 1894 an seinem Wohnort, in Mödling, wo er auch in einem vom Architekten Alexander Wielemans errichteten Mausoleum beigesetzt wurde.

## Würdigung
In Abbazia wurde vor dem Hotel Kvarner die vom Bildhauer Johann Rathausky hergestellte Erinnerungsbüste an Schüler aufgestellt und die heute nach Kaiser Franz Josef benannte Uferpromenade Schüler gewidmet. Die Büste ist noch erhalten, steht aber heute im Angiolina Park in Opatija. In Opatija ist auch eine öffentliche Stiegenanlage nach Schüler benannt.